# Кершаль (посёлок)
Кершаль — посёлок в муниципальном округе Пелым Свердловской области России.
Ранее посёлок входил в состав Пелымского поссовета города Ивделя.

## Географическое положение
Посёлок Кершаль расположен в 13 километрах к западо-юго-западу от посёлка Пелым, в лесной местности, на левом берегу реки Кершаль (правый приток реки Пелым). В посёлке находится станция Кершаль Свердловской железной дороги (ветка Ивдель — Приобье). В одном километре к северу от посёлка пролегает наземный газопровод Уренгой — Центр.

## Население
| 2002 | 2010 |
| ---- | ---- |
| 3    | ↘1   |